# Phonologie portugaise
 (octobre 2024).
Pour plus d'informations détaillées sur les accents régionaux, voir Dialectes portugais.
La phonologie du portugais varie selon les dialectes, ce qui, dans des cas extrêmes, entraîne des difficultés d'intelligibilité mutuelle. Cet article sur la phonologie se concentre sur les prononciations généralement considérées comme standard. Le portugais étant une langue pluricentrique et les différences entre le portugais européen (EP), le portugais brésilien (BP) et le portugais angolais (AP) pouvant être considérables, des variétés sont distinguées lorsque nécessaire.